# Chikkumthi, Molakalmuru
Chikkumthi là một làng thuộc tehsil Molakalmuru, huyện Chitradurga, bang Karnataka, Ấn Độ.